# Óscar Díaz (futbolista boliviano)
Oscar Alberto Díaz Acosta (Tarija; 22 de octubre de 1985) es un futbolista boliviano. Juega de delantero.

## Clubes
| Club                   | País    | Año         |
| ---------------------- | ------- | ----------- |
| Real Mamoré            | Bolivia | 2009        |
| San José               | Bolivia | 2010        |
| Blooming               | Bolivia | 2011 - 2013 |
| Aurora                 | Bolivia | 2013 - 2014 |
| Jorge Wilstermann      | Bolivia | 2014 - 2016 |
| Sport Boys Warnes      | Bolivia | 2016 - 2017 |
| The Strongest          | Bolivia | 2017        |
| Universitario de Sucre | Bolivia | 2018        |
| Royal Pari F. C.       | Bolivia | 2019        |
| Sport Boys Warnes      | Bolivia | 2019        |
| Real Potosí            | Bolivia | 2020        |

## Palmarés

### Títulos nacionales
| Título           | Club              | País    | Año           |
| ---------------- | ----------------- | ------- | ------------- |
| Primera División | Jorge Wilstermann | Bolivia | Clausura 2016 |